# Евтиното е скъпо
„Евтиното е скъпо“ (на английски: The Money Pit) е американска комедия от 1986 г. на режисьора Ричард Бенджамин, и участват Том Ханкс и Шели Лонг. Филмът е заснет в Ню Йорк и Латингтънтаун, Ню Йорк, а изпълнителен продуцент е Стивън Спилбърг.